# Kefraya
Kefraya est une localité d'un millier d'habitants qui se trouve dans la plaine de la Bekaa au Liban. Elle est surtout connue pour son domaine viticole, Château Kefraya, qui produit des vins blanc, rouge et rosé,. 